# Abdelmajid Doudouh
Abdelmajid Doudouh (9 april 1992) is een Belgisch voetballer die onder contract staat bij RWDM Brussels FC. Hij maakt zijn debuut in het eerste elftal op de eerste speeldag van het seizoen 2012-2013.

## Statistieken
| seizoen | club             | land   | competitie    | wed | goals |
| ------- | ---------------- | ------ | ------------- | --- | ----- |
| 2012/13 | RWDM Brussels FC | België | Tweede Klasse | 2   | 0     |
|         |                  |        | Totaal        | 2   | 0     |